# 87-й армійський корпус (Третій Рейх)
LXXXVII-й (87-й) армі́йський ко́рпус (нім. LXXXVII. Armeekorps) — армійський корпус Вермахту за часів Другої світової війни. 17 березня 1944 переформований на армійську групу фон Цангена.

## Історія
LXXXVII-й армійський корпус був сформований 5 листопада 1942 у Франції.

## Райони бойових дій
- Франція (листопад 1942 — серпень 1943);
- Італія (серпень 1943 — березень 1944).

## Командування

### Командири
- генерал артилерії Еріх Маркс (нім. Erich Marcks) (5 листопада 1942 — 1 серпня 1943);
- генерал від інфантерії Густав-Адольф фон Цанген (нім. Gustav-Adolf von Zangen) (1 серпня 1943 — 17 березня 1944).

## Бойовий склад 87-го армійського корпусу
Формування управління, забезпечення та підтримки
- 187-ме артилерійське командування (Arko 187);
- 487-ме управління корпусного постачання (Korps-Nachschubtruppen 487);
- 487-й корпусний батальйон зв'язку (Korps-Nachrichten-Abteilung 487);
- 653-тя батарея геодезичної розвідки (Vermessungs-Batterie 653).

- 161-ша піхотна дивізія (161. Infanterie-Division);
- 343-тя піхотна дивізія (343. Infanterie-Division);
- 709-та піхотна дивізія (709. Infanterie-Division).

- 343-тя піхотна дивізія;
- 346-та піхотна дивізія (346. Infanterie-Division).

- 356-та піхотна дивізія (356. Infanterie-Division).